# Condado de Kings (Califórnia)
O condado de Kings (em inglês:  Kings County) é um dos 58 condados do estado americano da Califórnia. Foi fundado em 1893. A sede e cidade mais populosa do condado é Hanford.

## Geografia
De acordo com o United States Census Bureau, o condado possui uma área de 3 604 km², dos quais 3 599 km² estão cobertos por terra e 5 km² por água.

## Demografia
Segundo o censo nacional de 2010, o condado possui uma população de 152 982 habitantes e uma densidade populacional de 42 hab/km². Possui 43 867 residências, que resulta em uma densidade de 12,2 residências/km².
Das 4 localidades incorporadas no condado, Hanford é a cidade mais populosa, com 53 967 habitantes, o que representa 35% da população total, enquanto que Corcoran é a cidade mais densamente povoada, com 1 282 hab/km². Avenal é a cidade menos populosa do condado, com 15 505 habitantes. Nenhuma cidade possui população superior a 55 mil habitantes.